# Josu Zabala
Pour les articles homonymes, voir Zabala.
Zabala  López est un nom espagnol. Le premier nom de famille, en général paternel, est Zabala ; le second, en général maternel, souvent omis, est López.
Josu Zabala López (né le 11 avril 1993 à Lumbier en Navarre) est un coureur cycliste espagnol.

## Biographie
En 2014, Josu Zabala intègre l'équipe Caja Rural amateur, réserve de l'équipe professionnelle Caja Rural-Seguros RGA. En 2016, il monte sur le podium de deux courses par étapes majeures du calendrier national espagnol, une deuxième place sur le Tour de Cantabrie et la troisième sur le Tour de Navarre. Il est sélectionné en équipe d'Espagne pour disputer le Tour de La Rioja et le Grand Prix Miguel Indurain, puis est stagiaire chez Caja Rural-Seguros RGA en fin de saison. Il y passe professionnel en 2017, en signant un contrat de deux ans.

## Palmarès
- 2016
  - 2e de la Subida a Urraki
  - 2e du Premio San Pedro
  - 2e du San Bartolomé Saria
  - 2e du Tour de Cantabrie
  - 3e du Tour de Navarre

## Classements mondiaux
| Année           | 2017   | 2018   |
| --------------- | ------ | ------ |
| UCI Europe Tour | 1 866e | 1 761e |